# Madame Butterfly (Malcolm McLaren)
Madame Butterfly (un bel dì vedremo) is een single van Malcolm McLaren, een elektronische interpretatie van het operawerk Madama Butterfly door Puccini. Het werd als single uitgebracht op het album Fans van McLaren uit 1984.

## Hitnoteringen

### Nederlandse Top 40
| Positie | 29 | 23 | 18 | 16 | 19 | 25 | uit |

### Single Top 100
| Positie | 19 | 21 | 25 | 24 | 22 | 42 | uit |